# 張景恵
張 景恵（ちょう けいけい、1872年（清同治11年）5月4日 - 1959年11月1日）は、中国の政治家・軍人。字は叙五。満洲国国務総理大臣で、中華民国軍事参議院院長や実業総長などを歴任した。通称「豆腐総理」（実家が豆腐屋だったことによる）。

## 生涯

### 生い立ち
1872年、盛京将軍管轄区錦州府広寧県台安（現在の遼寧省鞍山市台安県）に生まれる。青年期に日清戦争が始まると台安近辺も戦場となったため、台安県八角台に武装自衛団を組織した。この後、この武装自衛団は馬賊として職業化していき、張作霖に帰順して義兄弟となる。

### 軍歴
1905年に張作霖が清朝の東三省総督趙爾巽に帰順すると張景恵もこれに従い、奉天で治安維持のための軍務を歴任する。1910年には奉天講武堂で軍人としての専門教育を改めて受けている。
1911年に辛亥革命が勃発すると、清朝の武官であった張景恵は革命勢力を弾圧した。しかし結局清朝は崩壊し翌1912年に中華民国が成立することになるが、趙爾巽が清朝から横滑りで奉天都督に就任したために配下である張景恵も中華民国陸軍第27師団長に任命され、革命勢力から追われる事なく継続し奉天で軍務に当たることとなった。もっとも、張景恵を招聘した趙爾巽はすぐに下野してしまったため、しばらくは昇進もない状態が続いた。1916年に当初の中華民国で軍権を掌握していた袁世凱が死亡し、袁世凱が率いていた北洋軍閥が分裂状態に陥ったため張作霖と同様に勢力を強めることとなる。

### 張作霖爆殺事件
迷走する北京政府を尻目に張作霖は着実に『奉天派』を組織してゆき、その中で張景恵は瞬く間に出世を果たし、1918年には奉天軍副総司令に就任している。この後も奉天派の重鎮として張作霖と行動を共にし、1926年に北京政府の中華民国陸軍総長に就任した。
だが1928年に国民党の蔣介石の北伐によって張作霖が失脚すると、張景恵も同時に失脚する。巻き返しを図るために奉天に戻ろうとした張作霖の乗った列車は爆破され（張作霖爆殺事件）、随伴していた張景恵も重傷を負う。
張作霖の後を継いだ張学良は、その基本方針が「国内他勢力と合同してでも諸外国に対抗できる国力を持つ」事だったため、1929年1月に蔣介石の南京国民政府に帰順した。張景恵もこれに従って南京国民政府で軍事参議院院長を務める。

### 満洲国へ
1931年9月に満洲事変が勃発すると南京政府と袂を分かち、満洲に帰ってしまう。満洲に帰った張景恵は、哈爾浜における自らの地盤と奉天派時代からの関東軍とのコネを活かし、黒竜江省省長に就任した。
次いで1932年2月には東北行政委員会委員長に選ばれ日本軍政に協力した。1932年3月9日に満洲国が正式に成立すると、翌10日に参議府議長に任命され、14日には東省特別区長官も兼任した。さらに同年8月3日、満洲国国務院軍政部総長を兼務している。

### 満洲国総理大臣就任

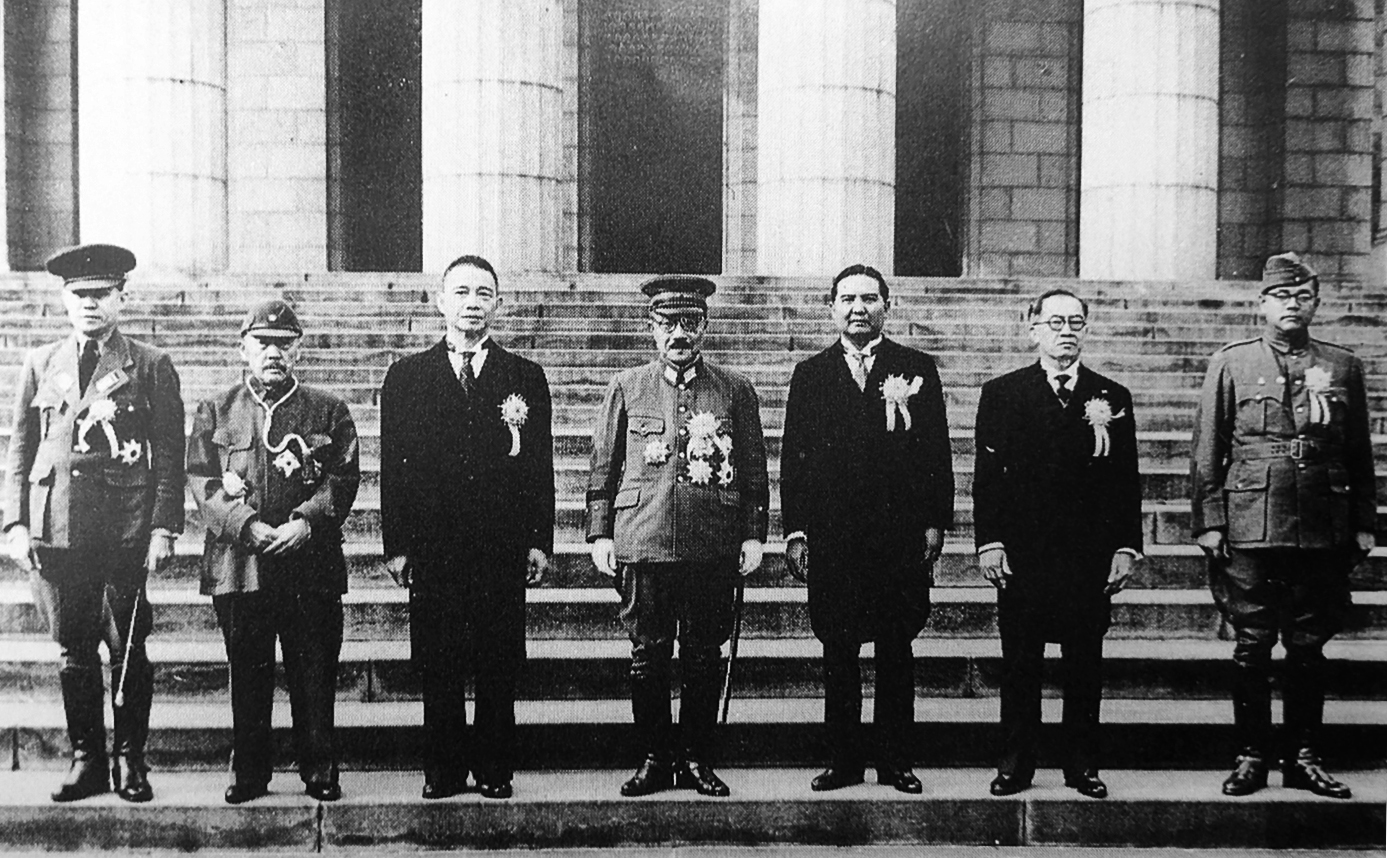
大東亜会議に参加した各国首脳（左からバー・モウ、張景恵、汪兆銘、東條英機、ワンワイタヤーコーン、ホセ・ラウレル、スバス・チャンドラ・ボース）

1935年（康徳2年）5月21日、前任者の鄭孝胥が日本に反対意見を述べて更迭されたことにより、関東軍の強い推薦によって満洲国の二代目国務総理大臣に就任した。
表向きは皇帝の愛新覚羅溥儀に次ぐ満洲国のNo.2となったが、同国は関東軍が実質的に支配していたため、政治的実権はほとんどないに等しいものであった。第二次世界大戦中の1943年11月には東京で開かれた大東亜会議に満洲国代表として出席した。
1945年8月15日に日本が敗戦し、次いで8月17日に満洲国が解体すると、8月20日に張景恵ら満洲国要人は行政を崩壊させないためにソ連軍の新京進駐前に「東北暫時治安維持会」を結成するも、22日にソ連軍に解散させられ、シベリアに連行された。

### 収監、死去
ハバロフスクの第45特別地区（将校収容所）に収容され、1950年に前年成立した中華人民共和国に引き渡され、撫順戦犯管理所に収監される。
やがて80歳を迎えるころ、殆ど歯が抜け落ちてしまった張景恵のために管理人が歯科医を呼び、食事は1日5回の流動食となった。これには張景恵も感動し「私は（中国共産党)政府に対してとても罪深いことをしたのに、このように手厚く世話をしてくれるとは、考えてもみなかった」と周囲に語っていたという。
1959年1月11日13時、獄中にて動脈硬化が原因の心不全により死亡。撫順戦犯管理所で同室になった溥儀によると、張景恵は「もうろくしてしまっていて、普段から働きもせず、ほとんど話さなかった」とのことである。

## 家族
第7夫人徐芷卿とのあいだに生まれた次男（張景恵の六男）の張紹紀（改名後、張夢実）は早稲田大学への日本留学の際に東條英機が身元引受人となったが、中国共産党の地下組織にも参加しており、戦後は撫順戦犯管理所の看守になって張景恵と面会して自分と身内への寛大な政府の措置に感謝する自白を引き出している。後に北京国際関係学院の日本語学部主任となる。2004年に中華人民共和国の第7期全国政協委員となる。

## 人物

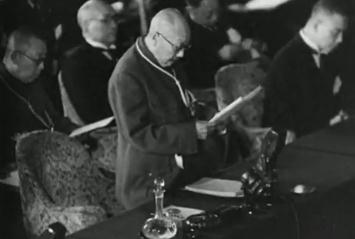
大東亜会議での張景恵

実際は日本に対抗心を持ち、その横暴を憂慮していたと言われるが、溥儀の自伝「わが半生」では、満洲国時代に日本に媚びて出世した卑屈な人物として描かれ、映画『ラストエンペラー』でもアヘン密売で軍費捻出を図る日本に、麻薬取引に暗躍した実績を買われて総理になったというエピソードが登場するため、悪いイメージを持たれがちである。しかし、ソ連軍の満洲侵略に際し首都を移すことに反対するなど芯は強かった。また、皇弟溥傑の妻の嵯峨浩の自伝によると、関東軍に冷遇されがちだった溥傑夫妻に何かと便宜を図ったり「（英傑と云われる馬賊の中でも）張作霖は政略がまさり人物は張景恵がまさっている」と評されていたように、人情味あふれる人物だったとする証言もある。
普段は執務室で座禅を組み、閣議でもほとんど発言せず、部下の報告には必ず「好（よろしい）」と答えたことから、「好好先生」という渾名が付けられ、大変慕われていた。また、公的な挨拶・演説はほとんど原稿通りで、演説原稿に読めない字があると中断して部下に聞きに行くなど、文人であった前任者の鄭孝胥ほどに文化的素養がなく、こうした点が日本人から「扱いやすい」と見られ、長期にわたり国務総理大臣の地位にいることができたとする見方もある。馬賊出身ということもあって軽く見られがちだった張だが、日本訪問時の晩餐会では完璧なテーブルマナーを見せ、日本側を驚かせたこともあるなど、決して一部の対立関係にある人物が唱えるような卑しい人物ではなかったといわれている。
その一方で、部下が日本の専横を訴えると「給料さえ払っておけば何でもやるのだからいいではないか」と諭し、日本の敗戦を知ったとき「戦というものは八分くらいの勝ちで止め、交渉に持ち込むものだが、日本は止めずに最後まで戦おうとした。惜しい軍隊をなくした」と言ったという。その一方大東亜会議の場では、この会議を舐めきった様子だったと、当時大東亜会館支配人だった三神良三は語っている。

## 栄典
外国勲章
- 1943年（民国32年）3月30日  -  中華民国（汪兆銘政権）：特級同光勲章[9]

## 参考図書
- 澁谷由里『馬賊で見る「満洲」―張作霖のあゆんだ道』(講談社選書メチエ、2008年) ISBN 978-4-06-2584043
- 郭卿友主編『中華民国時期軍政職官誌』甘粛人民出版社、1990年。ISBN 7-226-00582-4。
- 「張景恵筆供（1954年6月11日）」中央檔案館編『偽満洲国的統治与内幕―偽満官員供述』中華書局、2000年。ISBN 7-101-01888-2。